# ۲۴۵ (قمری)
۲۴۵ (قمری)، دویست و چهل و پنجمین سال در گاهشماری هجری قمری است. اول محرم این سال برابر با دوازدهم آوریل سال ۸۵۹ میلادی است.